# 살사 로하
살사 로하(스페인어: salsa roja)는 멕시코의 살사이다. "붉은색 소스"라는 뜻으로, 토마토와 홍고추를 넣어 만든다.

## 종류
초록색 소스인 살사 베르데와 마찬가지로, 익힌 재료를 갈아 만드는 "살사 코시다(salsa cocida)", 구운 재료를 갈아 만드는 "살사 아사다(salsa asada)", 재료를 익히지 않고 갈아 만드는 "살사 크루다(salsa cruda)"가 있다.
- 살사 로하 코시다(salsa roja cocida): 익힌 재료로 만든다.
- 살사 로하 아사다(salsa roja asada): 구운 재료로 만든다.
- 살사 로하 크루다(salsa roja cruda): 익히지 않은 재료로 만든다.

## 사진 갤러리

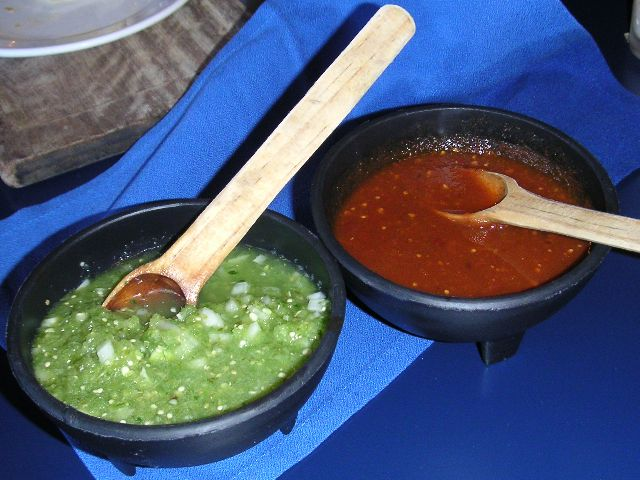
살사 로하와 살사 베르데
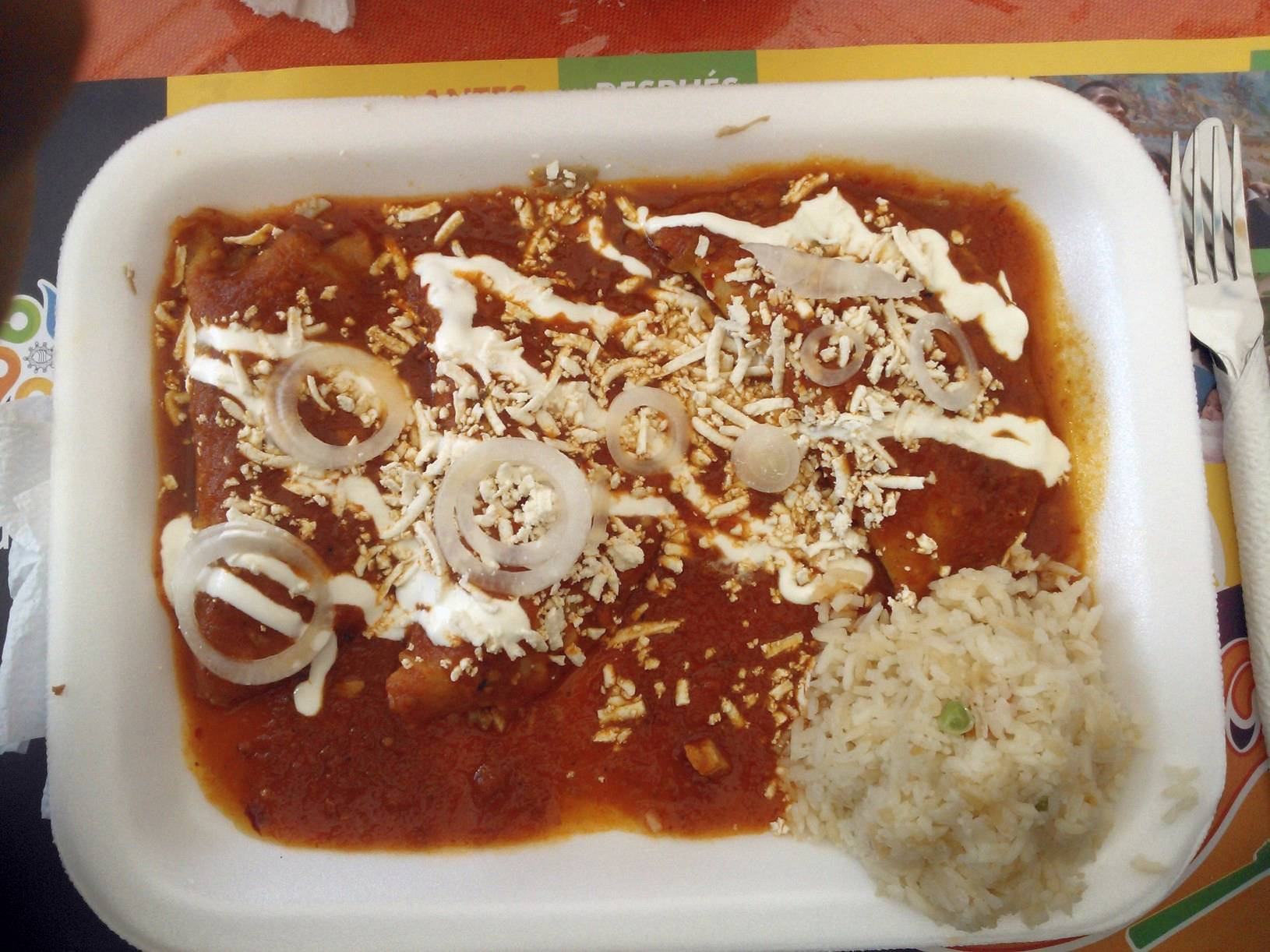
살사 로하를 얹은 엔칠라다

## 같이 보기
- 살사 베르데